# Alonso Berruguete
Pour les articles homonymes, voir Berruguete.

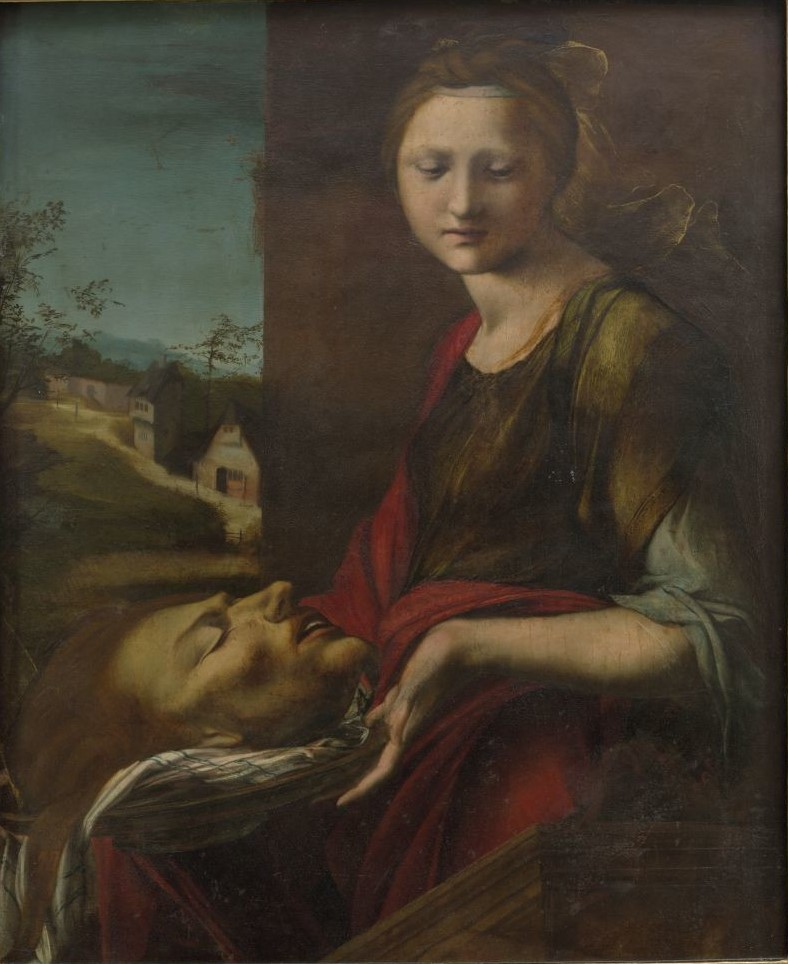
Salome
Musée des Offices

Alonso Berruguete (né vers 1490 à Paredes de Nava, (Palencia) – mort en 1561, Tolède) est un peintre, sculpteur et architecte espagnol.

## Biographie
Fils de Pedro Berruguete qui lui enseigne la peinture, il part en Italie et choisit Michel-Ange comme maître (1503). Celui-ci l'emmène travailler au Vatican vers 1508. Plus tard, à Florence, il termine un retable laissé inachevé par Fra Filippo Lippi.
En 1520, il est en Espagne où il introduisit le style de la renaissance italienne. En 1523 il élit domicile à Valladolid et commence sa carrière de sculpteur de grand retables et de nombreux tombeaux pour les églises de villes importantes telles que Valladolid, Burgos et Salamanque.
Nommé peintre et sculpteur de cour par Charles Quint, il est chargé de nombreux travaux pour l'Alcazar de Madrid, le palais de Grenade, et la cathédrale de Tolède dont il exécute les sculptures du chœur.
En 1559, il achète à Philippe II la seigneurie de Ventosa.
Il fut considéré par ses contemporains comme le plus grand artiste d'Espagne.

## Œuvres
- Vierge à l'enfant, huile sur toile, 89 × 64 cm, musée des Offices, Florence. Précédemment attribué à Rosso.
- Salomé, huile sur toile, 87 × 71 cm, musée des Offices, Florence. Attribué à Federico Barocci dans l'inventaire de 1795[3]

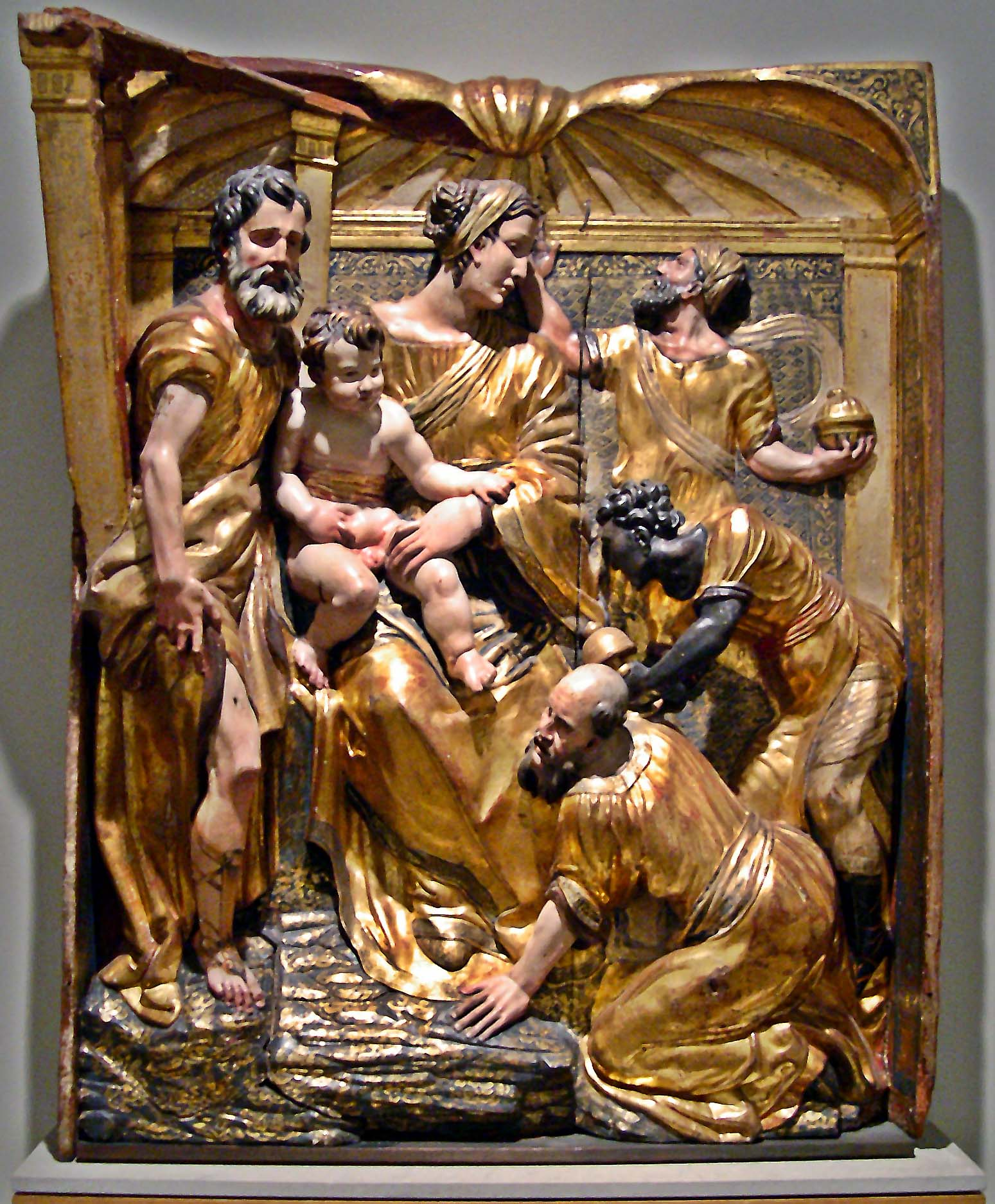
Adoration des mages Musée national de la sculpture (Espagne) Valladolid
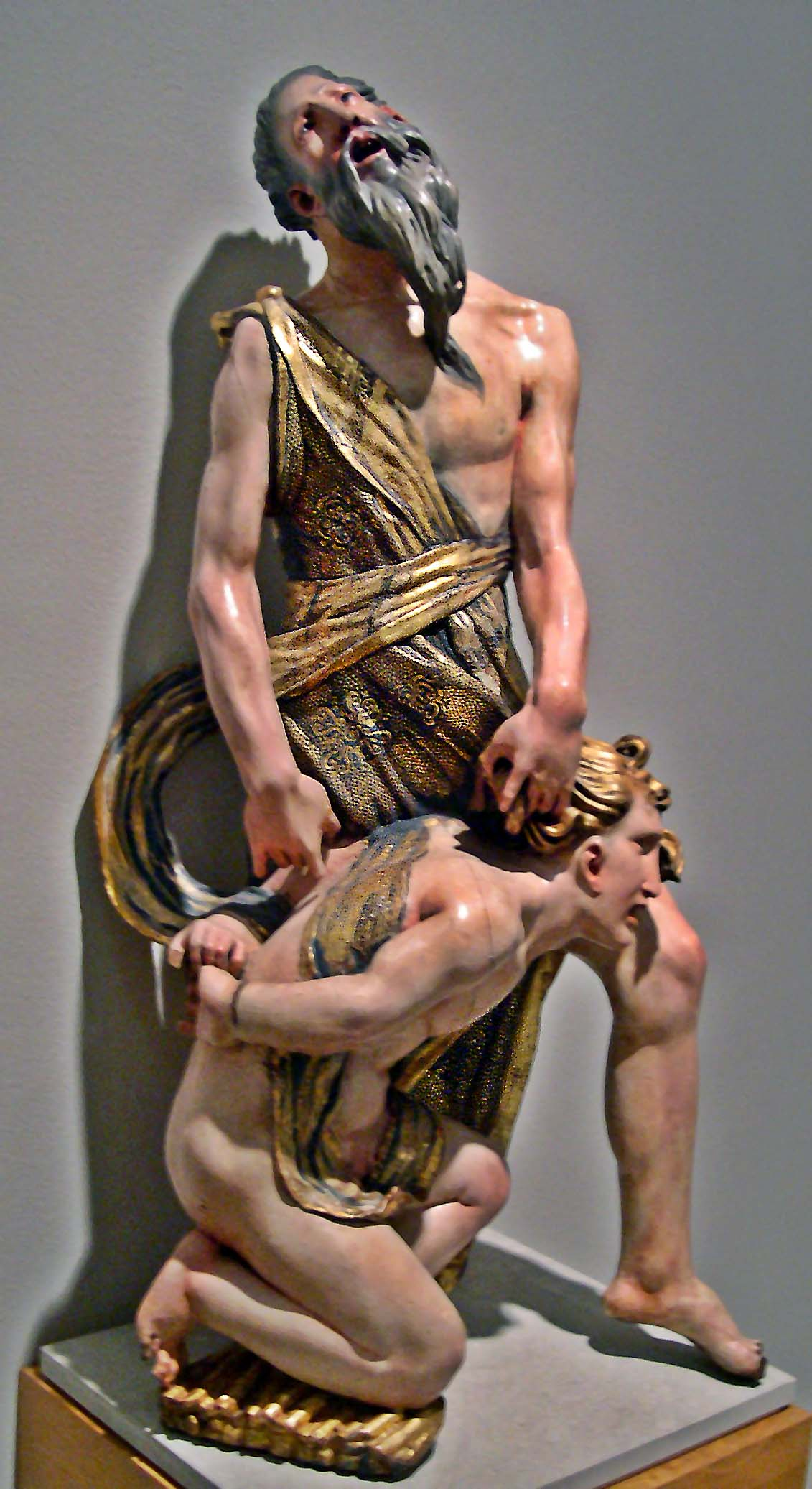
Le « sacrifice » d'Isaac Musée national de la sculpture (Espagne) Valladolid
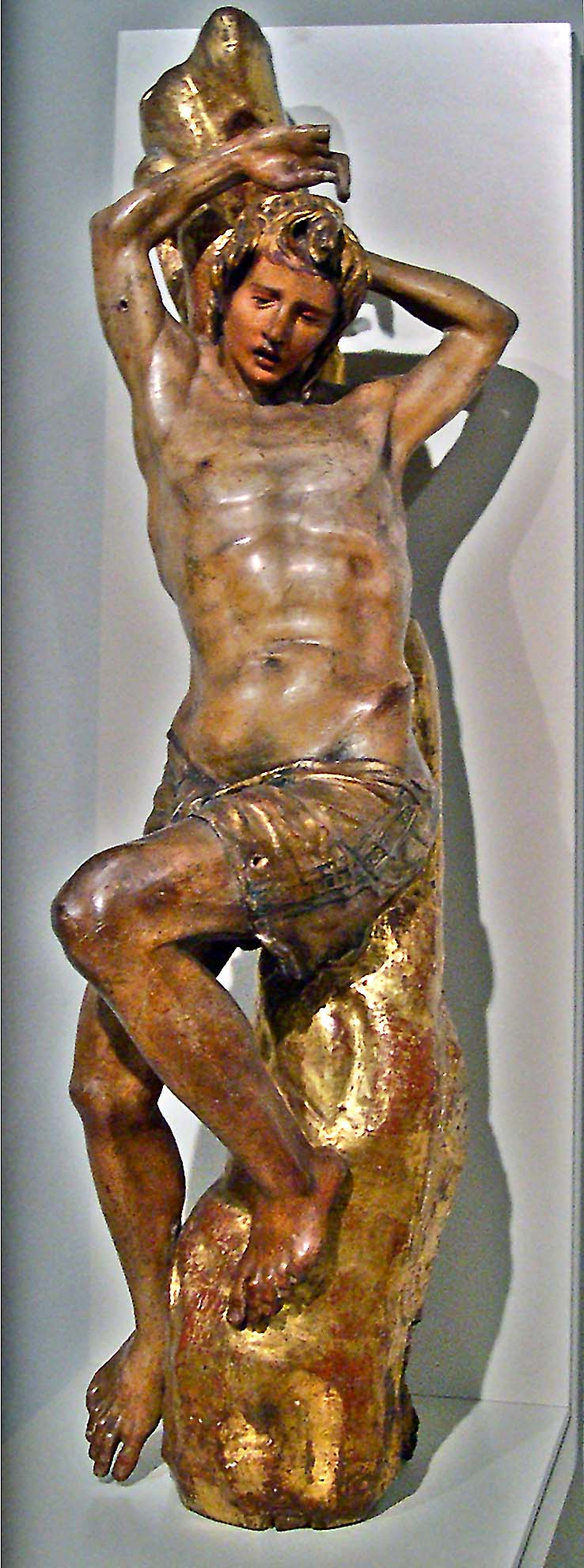
Saint Sébastien Musée national de la sculpture (Espagne) Valladolid
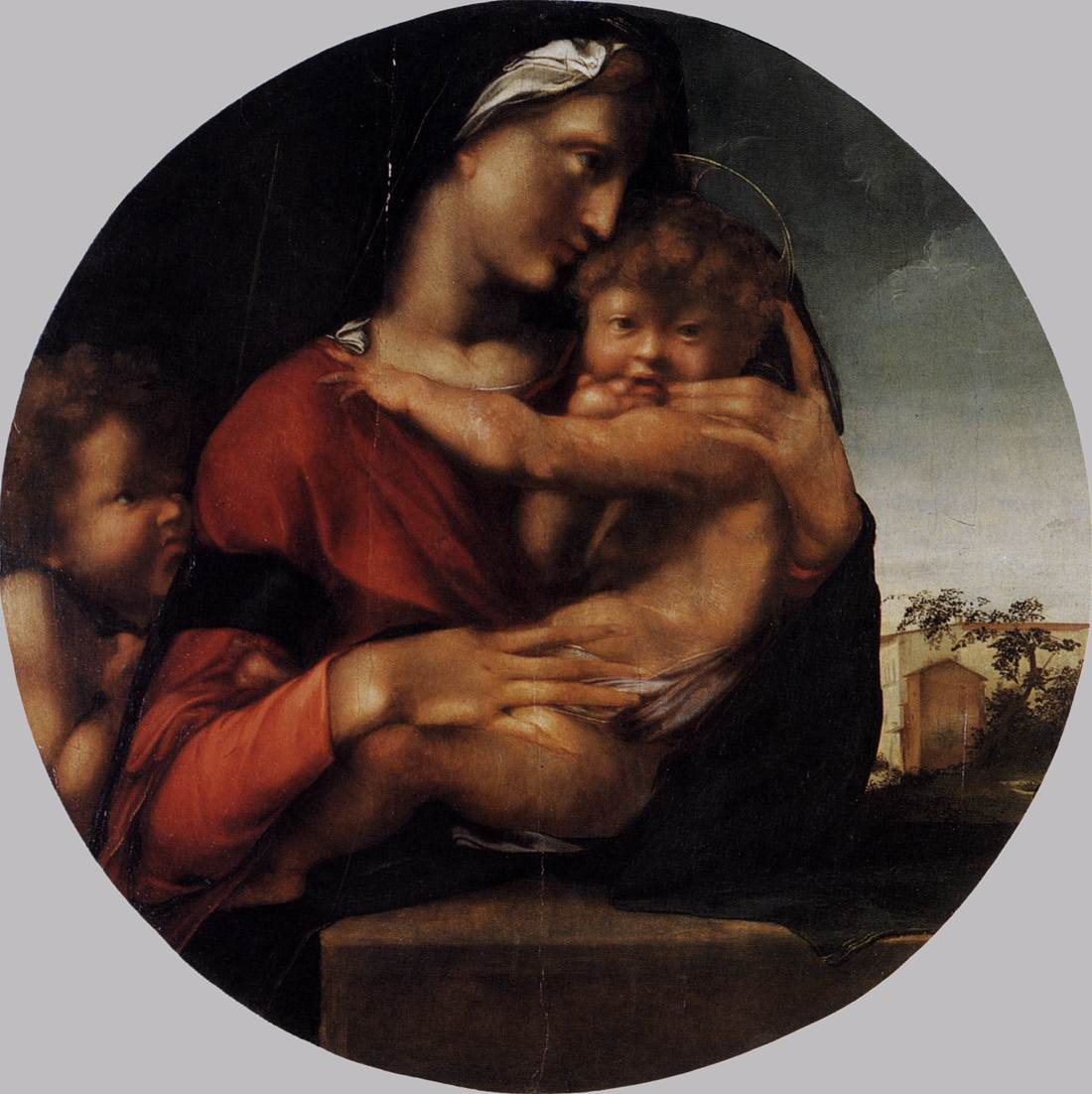
Vierge à l'Enfant Palazzo Vecchio Florence